# Chororapithecus abyssinicus
Chororapithecus abyssinicus es una especie extinta de primate homínido que vivió en Etiopía aproximadamente hace unos 10 a 10,5 millones de años, durante el Tortoniense (Mioceno tardío). Por el estudio de los dientes, el único resto fósil que se conserva, se interpreta como un antiguo miembro del linaje de los gorilas. Su antigüedad indica que el ancestro común más reciente entre humanos y gorilas existió hace 10 u 11 millones de años, al menos 2 millones años antes de lo que se había estimado con técnicas genéticas, ya que se pensaba que existió hace unos 8 millones de años.